# Шверинская ратуша
Шверинская ратуша (нем. Schweriner Rathaus) — ратуша в городе Шверин.
Здание, расположенное на Рыночной площади в Старом Шверине, известно с 1338 года. Предполагается, что первоначально это была готическая постройка с остроконечным шпилем. Однако ратуша вместе с соседними постройками сильно была повреждена пожарами 1531 и 1558 гг. В результате в 1567—1575 годах новое здание было сооружено в стиле Ренессанс. Современный вид фасад ратуши принял в XIX веке по проекту Георга Адольфа Деммлера.
С 1998 года Городской совет и мэрия переехали в новое здание. В 2000—2001 гг. был проведен капитальный ремонт интерьера. Сегодня здание является офисом компании Stadtmarketing Gesellschaft Schwerin GmbH.